# パリ・ドーフィン大学
パリ・ドーフィンヌ大学（仏: Université Paris-Dauphine）は、フランスのパリ市にある経済及び経営を専門とするPSL研究大学の一校である。
2004年にパリ大学連盟から脱退し、「パリ第9大学」から「パリ・ドーフィンヌ大学」に改称。その後、グランテタブリスマンの正式機関に認定され、経済系のグランゼコールとして金融、ビジネス戦略、私法、数学やエグゼクティブプログラムなどを提供している。ファイナンシャルタイムズの大学ランキングの金融部門で一位になった。
パリの高級住宅街16区にキャンパスを構える。現在の本部は、移転前の北大西洋条約機構（NATO）本館として使用されていた。大学入学者の95パーセントがバカロレア（高校卒業資格試験）で優秀評価 (Mention Très Bien or Bien) を得ている。

## 著名な出身者
- ジャック・アタリ（経済学者、思想家、作家、歴代政権の政治経済顧問）
- クロエ・ヴィアート（フランス語教師、人形遣い、タレント）
- ジャン・ティロール（経済学者、ノーベル経済学賞受賞者）
- ナシーム・ニコラス・タレブ（数学者・哲学者・リスク / 不確実性研究者・随筆家・元デリバティブトレーダー）
- オードレ・アズレ（現UNESCO事務局長、元フランス文化省大臣）